# Ma'an (ort)
Ma'an är en ort i Kina. Den ligger i provinsen Hunan, i den södra delen av landet, omkring 260 kilometer sydväst om provinshuvudstaden Changsha. Antalet invånare är 1 500.
Runt Ma'an är det tätbefolkat, med 476 invånare per kvadratkilometer. Närmaste större samhälle är Shijiang, 13,6 km nordost om Ma'an. Trakten runt Ma'an består till största delen av jordbruksmark.
Genomsnittlig årsnederbörd är 1 628 millimeter. Den regnigaste månaden är maj, med i genomsnitt 228 mm nederbörd, och den torraste är oktober, med 62 mm nederbörd.